# Syracuse Nationals 1957-1958
La stagione 1957-58 dei Syracuse Nationals fu la 9ª nella NBA per la franchigia.
I Syracuse Nationals arrivarono secondi nella Eastern Division con un record di 41-31. Nei play-off persero la semifinale di division con i Philadelphia Warriors (2-1).

## Roster
| N°   | Naz.                   | Ruolo | Sportivo       | Anno | Alt. | Peso |
| ---- | ---------------------- | ----- | -------------- | ---- | ---- | ---- |
| 3    | Stati Uniti (bandiera) | G     | Bob Harrison   | 1927 | 185  | 86   |
| 4    | Stati Uniti (bandiera) | AC    | Dolph Schayes  | 1928 | 201  | 88   |
| 5    | Stati Uniti (bandiera) | GA    | Paul Seymour   | 1928 | 185  | 82   |
| 9    | Stati Uniti (bandiera) | AC    | Bob Hopkins    | 1934 | 203  | 93   |
| 10   | Stati Uniti (bandiera) | AC    | Red Kerr       | 1932 | 206  | 104  |
| 11-8 | Stati Uniti (bandiera) | GA    | Ed Conlin      | 1933 | 196  | 91   |
| 11-8 | Stati Uniti (bandiera) | AC    | Earl Lloyd     | 1928 | 196  | 91   |
| 12   | Stati Uniti (bandiera) | A     | Joe Holup      | 1934 | 198  | 98   |
| 15-6 | Stati Uniti (bandiera) | G     | Larry Costello | 1931 | 185  | 84   |
| 16   | Stati Uniti (bandiera) | G     | Al Bianchi     | 1932 | 191  | 84   |
| 17-6 | Stati Uniti (bandiera) | GA    | Togo Palazzi   | 1932 | 193  | 93   |

## Staff tecnico
- Allenatore: Paul Seymour